# Clelea metacyanea
Clelea metacyanea es una especie de polilla de la familia Zygaenidae.
Fue descrita científicamente por Hampson en 1896.